# 木竜亜希子
木竜 亜希子（きりゅう あきこ、 1977年8月26日 - ）は、フリーアナウンサー。元新潟総合テレビ・テレビ信州アナウンサー。

## 人物
- 新潟県新潟市出身。
- 身長:157cm
- 血液型:O型。
- 新潟県立新潟南高等学校、立教大学法学部卒業。大学在学中はアメリカ・オハイオ州のケント州立大学に派遣留学をしたり、アナウンサーになる為に、東京アナウンスセミナーにも通っていた。
- 大学卒業後、新潟総合テレビ（2001年4月〜2006年3月）、テレビ信州（TSB、2006年4月〜2008年3月）のアナウンサーを歴任し、その後フリーアナウンサー事務所ジョイスタッフに所属。
- 2008年7月21日に結婚。2009年10月14日には、第1子である長男を出産。現在は夫がイギリスに転勤したため、夫、長男と共に3人でそこへ移住し生活している。これに伴い、ジョイスタッフとの契約を解除した。
- 趣味：旅行、ジョギング、映画鑑賞（映画館・DVD共に）、アロマテラピー、葉加瀬太郎のLIVE鑑賞
- 特技：中国語会話、英会話（通訳経験あり）、香りの空間作り、アロママッサージ
- 資格免許：英語検定 準1級、珠算検定 1級、暗算検定 1級、アロマテラピー検定 1級、アロマテラピーアドバイザー、サッカー3級審判員、普通自動車第一種免許
- アナウンサー仲間では、特にNST時代の同期・中田エミリー（現在はフリー）と仲がよい。

## 来歴
- NST時代に、同局アナウンサーの中田エミリーと親友になり、木竜本人が同局を退社してからもその後も親密な関係は続き、TSBに移籍してから1年後に彼女と再会した時は、その模様をTSBの「あきこ日和」(2007年6月26日・恋のバカンス)掲載し、木竜本人が2008年7月21日に結婚した時は、今度は反対に中田がNSTホームページの「アナウンサー日記」の同年7月29日付けで彼女に対してお祝いのメッセージを書いた。

## 出演

### NST時代
- NSTニュース
- スマイルスタジアムNST - ナビゲーター
- J1アルビレックス新潟戦中継 - ベンチレポーター
- めざましテレビ - 新潟中継（3代目新潟レポーター。フジテレビ）
- めざましテレビ公認 わがまま!気まま!旅気分（BSフジ。ハイビジョン制作・放送。制作はNST）
- FNS27時間テレビ - NST代表（フジテレビ）
- 女子アナスペシャル - NST代表（フジテレビ）

番組の後に局名のないのはいずれもNSTのローカル番組

### TSB時代
- TSB NEWS 報道ゲンバ - サブキャスター
- ストレイトニュース - 長野ローカルキャスター
- 情報ワイド ゆうがたGet! - リポーター
- 森へ行こう! - ナビゲーター
- ディープスウィング - アシスタント、ナレーション
- 24時間テレビ29 愛は地球を救う - 長野ローカル司会

### フリー以後
- スーパーニュース - スーパー特報/グルメリポーター（フジテレビ）
- 夏・夏・CoCoナッツ! - （FM新潟、2008年7月18日〜8月15日の毎週金曜日の期間限定番組。彼女のFMラジオ初出演）
- Jリーグ中継 京都パープルサンガ戦 - リポーター（KBS京都）